# Should Husbands Work?
Should Husbands Work?  is een Amerikaanse filmkomedie uit 1939 onder regie van Gus Meins met in de hoofdrollen James Gleason, Lucile Gleason, Russell Gleason, Harry Davenport, Berton Churchill en Marie Wilson. Destijds werd de film in Nederland uitgebracht onder de titel M'n vrouw heeft een baantje.

## Verhaal
De vrouw van Joe Higgins krijgt de baan die voor hem bedoeld is, dus blijft hij thuis om het huishouden te doen.

## Rolverdeling
| Acteur           | Personage       |
| ---------------- | --------------- |
| James Gleason    | Joe Higgins     |
| Lucile Gleason   | Lil Higgins     |
| Russell Gleason  | Sidney Higgins  |
| Harry Davenport  | Grandpa Higgins |
| Berton Churchill | Barnes          |
| Marie Wilson     | Myrtle          |
| Lynne Roberts    | Jean Higgins    |
| Tommy Ryan       | Tommy Higgins   |
| Henry Kolker     | Taylor          |
| Arthur Hoyt      | Roberts         |
| Barry Norton     | Ronald McDonald |
| Mary Forbes      | Mrs. Barnes     |
| William Brisbane | Williams        |
| Harry C. Bradley | Snodgrass       |